# Фаршировані кабачки
Фарширо́вані кабачки́ — страва турецької, балканської, а також середземноморської кухонь.
У Леванті цю страву приправляють часником та м'ятою. На Кіпрі фарширують квітами кабачків.

## Підготовка та приготування

### М'ясна начинка
Для фарширування кабачки обчищають від шкірки, розрізають упоперек на циліндри товщиною 4–5 см. З кожного вирізають внутрішню частину з насінням, кладуть у підсолений окріп воду і варять 3–5 хв. Потім виймають, охолоджують і наповнюють фаршем.

### Овочева начинка
Проте начинка може бути і овочевою. Підготовлені кабачки наповнюють фаршем, кладуть на лист, змащений маслом, заливають до половини соусом сметанним з томатом, посипають тертим твердим сиром, збризкують маслом і запікають.
Капусту, моркву, петрушку нарізають соломкою, ріпчасту цибулю — півкільцями. Капусту підсмажують, інші овочі пасерують. Підготовлені овочі перемішують, додають пасероване томатне пюре, подрібнений часник, перець. Масу прогрівають. Для фаршу можна використати пасеровану цибулю, відварений рис, дрібно посічені яйця, сіль, перець, зелень петрушки. Подають, поливши соусом, в якому запікали.

#### З сиром
Підготовлені кабачки заповнюють начинкою, викладають на змащений маргарином лист, посипають твердим тертим сиром, збризкують маргарином і запікають. Перед подаванням поливають сметанним соусом. Протертий сир змішують з розсипчастим рисом, вареною морквою, нарізаною дрібними кубиками, і пасерованою цибулею.

### З грибами
Підготовлені гриби січуть: укладають у каструлю і тушкують близько 15 хв, потім солять, додають перець та олію і ще трохи тушкують. Гриби охолоджують, змішують з вареним рисом та вершками. Цією сумішшю фарширують кабачки, посипають тертим сиром і запікають у гарячій духовці. Перед подаванням посипають зеленню м’яти.

## Галерея

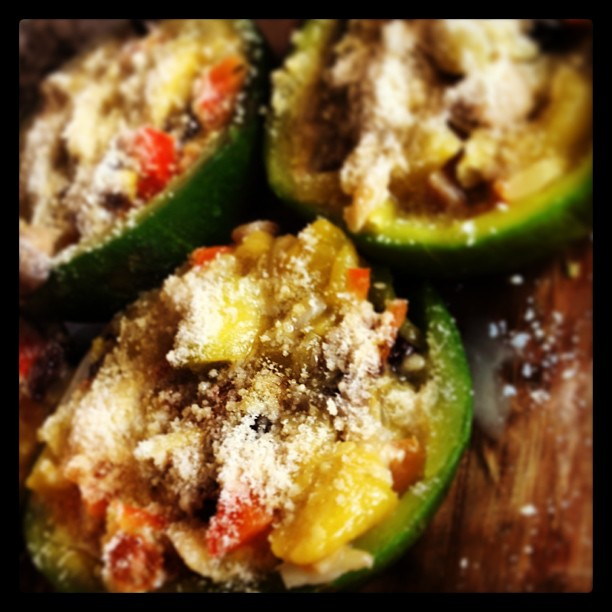
Фаршировані кабачки
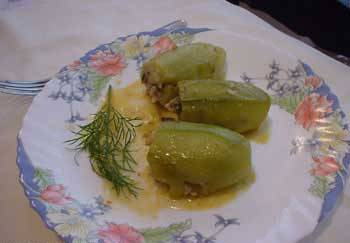
Фаршировані кабачки
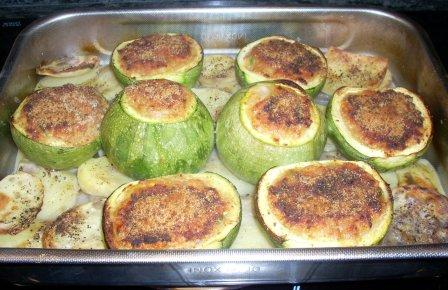
Фаршировані кабачки по-мальтійські
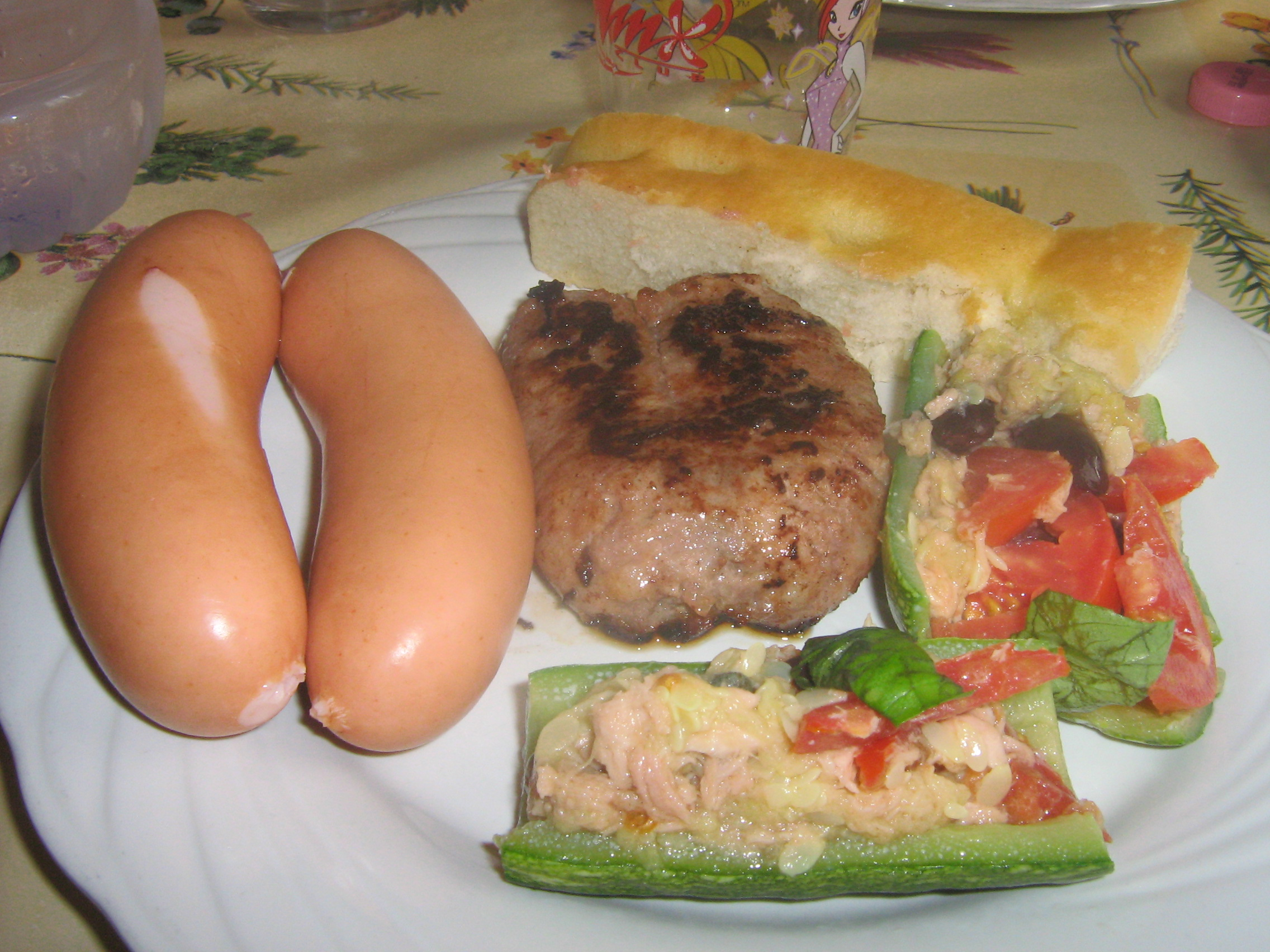
Ковбаса та фаршировані кабачки